# Marguerite Rouvière
Pour les articles homonymes, voir Rouvière.
Marguerite Rouvière (1889-1966) est une physicienne et enseignante française.
Première femme admise à l'École normale supérieure de la rue d'Ulm (1910) et première titulaire féminine de l'agrégation masculine de physique (1913), elle a enseigné en classes préparatoires scientifiques et publié deux traductions.

## Biographie
Ses parents sont Émile Rouvière, ancien élève de l'École polytechnique (promotion 1879), militaire, et Lucie Maurizot. Marguerite Marie Charlotte Rouvière naît le 27 juin 1889 à Pertuis, dans le Vaucluse. Elle est surnommée « Magali » dans sa famille provençale.
Admise dans la promotion 1910, elle est la première femme à avoir réussi le concours de l'École normale supérieure de la rue d'Ulm (ENS). Le Conseil supérieur de l'Instruction publique, chargé de statuer sur son cas, accepte son intégration au sein de l'établissement. Sa sœur cadette Jeanne est, quant à elle, admise au concours de l'ENS en 1912,, mais y est inscrite sous le seul statut de boursière de licence ; elle ne se verra attribuer le titre d'ancienne élève de l'ENS que rétrospectivement, par un arrêté ministériel de 1927. Toutes deux furent notamment épaulées par leur père polytechnicien, qui voulait montrer que ses filles « valaient bien des garçons ».
Elle est moquée dans Femina, où, sur 1204 femmes interrogées dans le cadre d'une enquête intitulée « Normalienne, taupine, bachelière ? », 912 concluent que leurs homologues n'ont pas leur place dans les grandes écoles. À l'École, malgré des réticences initiales (René Girard se rappelle, avec humour, « une tempête dans le bassin des Ernests »), elle suscite vite l'« intérêt » et la « curiosité », se présentant comme « le type de la jeune fille équilibrée et intelligente ». Elle s'attire en particulier le soutien des « talas » (les catholiques pratiquants de l'ENS). Elle est assez mal reçue, également par les enseignants de l'École, et subit en particulier des vexations de la part d'Henri Abraham, professeur de physique. Elle est aidée par son camarade Jean Rivière, qu'elle épousera en 1916. Ils ont une fille et deux fils, dont Jacques, qui entre à son tour à l'École en 1939 mais meurt de maladie dès 1943.
Elle est également la première femme reçue à l'agrégation masculine de physique en 1913. Après cela, elle enseigne la physique comme déléguée au lycée Carnot (1915-1930) à Paris, avant d'être titularisée en 1930. Elle est professeur de classes préparatoires scientifiques, aux lycées Fénelon (1936-1942, puis 1943), d'Aix-en-Provence (1942-1943), et Victor-Duruy (1943-1947). Elle est admise à la retraite en 1947.
Elle meurt le 30 janvier 1966, à 76 ans[Où ?].

## Décorations
- Officier de l'Instruction publique en décembre 1946[2]
- Chevalière de la Légion d'honneur par décret du 6 février 1948[2]

## Traductions
- William Henry Bragg et William Lawrence Bragg (trad. de l'anglais), Rayons X et structure cristalline [« X-Rays and Crystal Structure »], Paris, Gauthier-Villars, 1923, VII + 211 (BNF 31864520).
- Theodore Lyman (trad. de l'anglais, préf. Charles Fabry), L'Ultra-Violet, Paris, Félix Alcan, coll. « Nouvelle collection scientifique », 1924, XXXI + 227 (BNF 30849586).